# Tổng cục Kỹ thuật, Quân đội nhân dân Việt Nam
Tổng cục Kỹ thuật trực thuộc Bộ Quốc phòng Việt Nam thành lập ngày 10 tháng 9 năm 1974 là cơ quan quản lý kỹ thuật đầu ngành của Bộ Quốc phòng có chức năng tổ chức, quản lý, nghiên cứu đảm bảo vũ khí và phương tiện, trang bị kỹ thuật chiến đấu cho các quân, binh chủng của Quân đội nhân dân Việt Nam.

## Lịch sử hình thành

### Ngày đầu thành lập
Ngày 10 tháng 9 năm 1974, theo Nghị quyết của Quân ủy Trung ương (số 39/QUTW ngày 5 tháng 4), Hội đồng Chính phủ ra Nghị định số 211/CP thành lập Tổng cục Kỹ thuật thuộc Bộ Quốc phòng với nhiệm vụ giúp Quân ủy Trung ương, Bộ Quốc phòng chỉ đạo các công tác quản lý, bảo đảm trang bị, bảo đảm kỹ thuật cho các lực lượng vũ trang, nghiên cứu KHKT quân sự và trực tiếp quản lý các xí nghiệp quốc phòng. Trong đó, Tổng cục có biên chế gồm: Bộ Tham mưu, Cục Chính trị, Cục Hậu cần, Cục Quản lý xe máy, Cục Quản lý vũ khí-khí tài-đạn dược, Cục Quản lý kỹ thuật-sản xuất, Cục Quản lý xí nghiệp, các phòng quản lý trang bị khí tài đặc thủng, vật tư, tài vụ và Văn phòng, Viện thiết kế, Viện kỹ thuật quân sự, các trường đào tạo cán bộ trung cấp và công nhân kỹ thuật, các xí nghiệp sản xuất quốc phòng. Trung tướng Đinh Đức Thiện đảm nhiệm Chủ nhiệm Tổng cục Hậu cần kiêm Chủ nhiệm Tổng cục Kỹ thuật với các phó chủ nhiệm: Trần Sâm, Trần Đại Nghĩa, Vũ Văn Đôn, Nguyễn Văn Tiên.
Ngày 14 tháng 9 năm 1974, thực hiện kế hoạch về sản xuất bổ sung vũ khí, trang bị kỹ thuật nhằm đáp ứng yêu cầu bức thiết của chiến trường miền Nam. Tổng cục Kỹ thuật tổ chức Hội nghị bàn về chủ trương, biện pháp lãnh đạo thực hiện. Đảng ủy Tổng cục tập trung bàn biện pháp sản xuất các loại súng bộ binh, đạn và súng cối, đạn pháo, pháo. Tổng cục đã tổ chức lực lượng đi thu hồi nguyên liệu, vật tư ở các tỉnh phía Bắc, ở chiến trường miền Nam, bảo đảm cho việc sản xuất, phục hồi. Bộ Chính trị ra Nghị quyết về phương hướng nhiệm vụ công tác quân sự năm 1975-1976, Bộ Quốc phòng trong đó có Tổng cục Kỹ thuật xác định nhiệm vụ bảo đảm vũ khí trang bị kỹ thuật đầy đủ, kịp thời, đồng bộ cho các chiến trường và các đơn vị chiến đấu, sẵn sàng chiến đầu ở miền Bắc. Chú trọng xây dựng cơ quan, cơ sở lớn mạnh về mọi mặt.

### TrongChiến dịch Tây Nguyênvà Nam Trung Bộ
Ngày 10 tháng 1 năm 1975, thành lập Trung đoàn Ô tô vận tải (T255A). Tổng cục Kỹ thuật điều trang bị, vật chất cho Đoàn T255A, khoảng 1000 người. Ngày 25 tháng 1 năm 1975, Đoàn T255A lên đường vào chiến trường miền Nam gấp rút vận chuyển lực lượng, vũ khí, vật chất, hậu cần chuẩn bị cho Chiến dịch Tây Nguyên. Những thời gian đầu của năm 1974, khi Tổng cục mới được thành lập, còn gặp nhiều khó khăng nhưng Tổng cục đã hoàn thành nhiệm vụ trên các mặt bảo đảm chi viện cho chiến trường miền Nam và Đoàn 559; tạo được sự chuyển biến trong việc quản lý trang bị và cơ sở vật chất kỹ thuật; tạo được hệ thống bảo đảm kỹ thuật cho phía trước, bảo đảm được yêu cầu sẵn sàng chiến đấu. Sang năm 1975, Tổng cục tiếp tục đẩy mạnh sản xuất vũ khí, khí tài, đạn dược, giữ gìn tốt trang bị, thúc đẩy mọi mặt công tác. Từ cuối tháng 1 đầu tháng 2 năm 1975, Tổng cục tiếp tục tổ chức các tổ, đội, trạm sửa chữa cơ động khẩn trương hành quân vào chiến trường miền Nam. Các phân đội được trang bị đầy đủ cơ động vào phục vụ Chiến dịch Tây Nguyên. Các tổ, đội, trạm sửa chữa cơ động phối hợp với cơ quan hậu cần kỹ thuật của Mặt trận Tây Nguyên, bảo dưỡng, sửa chữa và đồng bộ các vũ khi, súng, pháo.
Ngày 28 tháng 3 năm 1975, Tiền phương Tổng cục Hậu cần-Tổng cục Kỹ thuật tại Tây Nguyên được thành lập do Đại tá Nguyễn Văn Tiên, Phó Chủ nhiệm Tổng cục Kỹ thuật chỉ huy. Tiền phương chỉ đạo các đơn vị kỹ thuật hậu cứ ở Tây Nguyên và Đoàn 559, chỉ đạo thu hồi và trực tiếp thu hồi trang bị chiến đấu,cơ sở vật chất kỹ thuật của ta và của địch ở Tây Nguyên, theo dõi, chỉ đạo thực hiện kế hoạch đảm bảo trang bị, kỹ thuật cho các đơn vị ở Mặt trận Trị-Thiên-huế phát triển tiến công địch trong chiến dịch giải phóng Huế và Đà Nẵng, cho các đơn vị tiến công giải phóng các tỉnh Nam Trung Bộ. Những tháng đầu năm 1975, các cơ quan của Tổng cục liên tiếp cử các đoàn cán bộ, nhân viên chuyên môn kỹ thuật vào chiến trường miền Nam và Tiền phương Tổng cục ở Tây Nguyên để kiện toàn tổ chức cơ quan chỉ đạo bảo đảm kỹ thuật ở Tiền phương Bộ Tổng Tư lệnh.
Từ đầu tháng 3 năm 1975, quân và dân Mặt trận Trị-Thiên và Mặt trận Quân khu 5 đẩy mạnh tiến công địch, với 2 chiến dịch Bắc Hải Vân và Nam Hải Vân. Sau khi giải phong Buôn Ma Thuật, Bộ Tổng Tư lệnh phán đoán địch có thể sẽ co cụm chiến lược. Do đó đã chỉ thị cho Mặt trận Trị-Thiênnhanh chóng tổ chức lực lượng tiến công chia cắt giữa Huế với Đà Nẵng để bao vây cô lập địch. Bộ Chính trị nhận định nhiệm vụ trước mắt là nhanh chóng tiêu diệt Quân đoàn 1 của địch, giải phóng thành phố Huế và Đà Nẵng và các tỉnh Trung Bộ. Thực hiện việc đó, các đơn vị ở hậu phương của Tổng cục tiếp tục tăng cường lực lượng cán bộ, nhân viên kỹ thuật để sửa chữa vũ khí, khí tài, xe máy, xe tăng, xe thiết giáp phục vụ chiến dịch. Khẩn trương huy động lực lượng để thành lập tổ, đội, trạm sửa chữa cơ động chi viện chiến trường Trị-Thiên. Ngày 26 tháng 3 năm 1975, Tổng cục chỉ đạo Đoàn 559 và lực lượng kỹ thâutj của các đơn vị trên địa bàn Quân khu 4, các nhà máy, xí nghiệp ở hậu phương bổ sung lực lượng vũ khí, trang bị cho Quân khu 5 và Quân khu Trị-Thiên. Ngày 19 tháng 3 năm 1975, ta giải phóng hoàn toàn tỉnh Quảng Trị sau đó là Huế. Ta thu toàn bộ vũ khí, trang bị cơ sở vật chất và phương tiện chiến tranh khác của địch. Ngày 27 tháng 3 năm 1975, Chủ nhiệm Tổng cục quyết định thành lập Đoàn tiếp quản thu hồi của Tổng cục. Đoàn gồm 20 cán bộ và nhân viên; đã nhanh chóng hành quân vào chiến trường Trị-Thiên-Huế chỉ đạo tiếp quản cơ sở vật chất, thu hồi vũ khí trang bị kỹ thuật ở 3 nơi vừa mới giải phóng.
Sau khi tỉnh Thừa Thiên Huế và thành phố Huế ở phía bắc và tỉnh Quảng Ngãi, thị xã Tam Kỳ ở phía nam được giải phóng, Bộ Tổng Tư lệnh lệnh cho Quân đoàn 2 và Quân khu 5 nhanh chóng tiến công giải phòng Thành phố Đà Nẵng. Ngày 25 tháng 3 năm 1975, Bộ Chỉ huy chiến dịch được thành lập. Đồng chí Trung tướng Lê Trọng Tấn, Phó Tổng Tham mưu trưởng làm Tư lệnh chiến dịch, Thượng tướng Chu Huy Mân làm Chính ủy chiến dịch. Đồng chí Đinh Đức Thiện, Phó Tham mưu trưởng Tổng cục Hậu cần làm Chủ nhiệm Hậu cần-Kỹ thuật chiến dịch. Chiến dịch Đà Nẵng diễn biến rất nhanh chóng, Tổng cục phải khẩn trương huy động lực lượng kỹ thuật tại chỗ, kết hợp với điều động gấp cán bộ, nhân viên kỹ thuật, các đội sửa chữa cơ động trên các hướng khác để tập trung bảo đảm kỹ thuật phục vụ các đơn vị tiến công trong hành tiến. Sau 3 ngày tiến công, ngày 29 tháng 3 năm 1975, thành phố Đà Nẵng được giải phóng, khu liên hợp quân sự lớn nhất ở miền Nam của địch bị dập tan. Toàn bộ quân địch ở Đà Nẵng, trong đó Sở Chỉ huy Quân khu 1 và Quân đoàn 1 của quân đội Sài Gòn bị ta tiêu diệt và làm tan rã. Ta thu toàn bộ vũ khí trang bị và cơ sở vật chất của chúng gồm: 129 máy bay, 179 xe tăng, xe thiết gíáp, 327 khẩu pháo, 47 tàu xuồng, 1084 xe quân sự....

### TrongChiến dịch Hồ Chí Minh
Ngày 8 tháng 4 năm 1975, Bộ Chính trị quyết định thành lập Bộ Chỉ huy Chiến dịch giải phóng Sài Gòn-Gia Định. Sau đó đổi tên là Chiến dịch Hồ Chí Minh. Cơ quan bảo đảm hậu cần-kỹ thuật của chiến dịch được thành lập trên cơ sở lực lượng tiền phương hậu cần-kỹ thuật của các đơn vị và Cục hậu cần-kỹ thuật Miền. Thiếu tướng Đinh Đức Thiện được cử làm Phó Tư lệnh, Thiếu tướng Bùi Phùng là Chủ nhiệm Hậu cần-kỹ thuật chiến dịch. Khi Chiến dịch Hồ Chí Minh cần gấp một số lượng lớn các loại đạn pháo, chỉ trong thời gian ngắn, Tổng cục đã huy động 300 xe ô tô của các cơ sở ở hậu phương vận chuyển gấp hàng nghìn tấn đạn pháo cớ lớn và phụ tùng, vật tư kỹ thuật vào chiến trường. Đồng thời cử 66 đoàn, gồm hơn 3.000 cán bộ, chiến sĩ, công nhân viên tăng cường cho các tổ đội, trạm sửa chữa cơ động tham gia phục vụ chiến dịch.
Trong giai đoạn chuẩn bị kỹ thuật cho Chiến dịch Hồ Chí Minh, Bộ Tham mưu Tổng cục chỉ đạo các cục chuyên ngành và các đơn vị khẩn trương bảo đảm trang bị, bảo đảm kỹ thuật cho các lực lượng tham gia chiến dịch với chủ trương ưu tiên cho các quân đoàn cơ động, các Quân chủng Phòng không-không quân, Hải quân, các binh chủng... bảo đảm cho bộ đội chủ lực và bộ đội địa phương các tỉnh, thành phố xung quanh Sài Gòn-Gia Định. Quân đoàn 1, trước khi tham gia chiến dịch được Cục Quân khí bổ sung 9 cán bộ và 55 nhân viên kỹ thuật. Tổng cục chi viện lực lượng để tổ chức bảo dưỡng, kiểm tra kỹ thuật và sửa chữa 100% vũ khí, khí tài, đạn dược, xe máy, xe tăng, xe thiết giáp của quân đoàn trước khi hành quân vào chiến trường miền Nam. Quân đoàn 2 được tăng cường trạm T153 của Tổng cục, tăng cường 2 đội sửa chữa cơ động, một đội 30 người, cùng các xe công trình, dụng cụ, trực tiếp phục vụ trên hai hướng tiến công của Quân đoàn trong chiến dịch. Quân đoàn 4, được Tổng cục tăng cường Xưởng OX1 và OX2, mỗi đội từ 15 đến 20 cán bộ và nhân viên kỹ thuật. Ngoài ra, Tổng cục còn huy động thêm 570 ô tô của các nhà máy, xí nghiệp ở hậu phương tham gia vận chuyển vũ khí trang bị kỹ thuật, vật chất hậu cần cơ động theo các hướng bảo đảm trực tiếp cho các đơn vị trong chiến dịch.
Những ngày đầu và giữa tháng 4 năm 1975, Tổng cục tiếp tục tổ chức các đoàn vận chuyển vật tư trang bị, vật chất, hậu cần và lực lượng sửa chữa cơ động vào tham gia Chiến dịch Hồ Chí Minh. Cục Hậu cần tích cực chuẩn bị đầy đủ lương thực, thực phẩm, cơ số thuốc và dụng cụ y tế bảo đảm cho lực lượng của Tổng cục và các đơn vị phối thuộc. Cục Quản lý xe cử 2 đoàn vào giao 43 xe vận tải và 62 lái xe bổ sung cho chiến trường Nam Bộ.... Sau Chiến dịch Tây Nguyên, Huế, Đà Nẵng, ta thu được số lượng lớn pháo 105mm, 155mm của địch, nhưng hầu hết bị địch phá hủy lớp trước khi rút chạy. Trước tình hình đó, Tổng cục kịp thời chỉ đạo Cục Quản lý xe, Cục Quân giới cấp bổ sung 100 bộ lốp ô tô "Giải phóng" để thay thế lốp pháo 105mm, 20 bộ lốp xe ỦRAL để thay thế lốp pháo 155mm. Ngày 16 tháng 4 năm 1975, Tổng cục thành lập Tiền phương Tổng cục Kỹ thuật ở phía Nam, do Đại tá Nguyễn Văn Tiên, Phó Chủ nhiệm Tổng cục phụ trách. Thời gian này, nhu cầu cán bộ rất lớn và khẩn trương nên Tổng cục đã điều động 811 cán bộ đi chiến trường, 59 cán bộ cho các cơ sở miền Bắc.
Ngày 25 tháng 4 năm 1975, năm cánh quân chủ lực, gồm 4 quân đoàn và Đoàn 232 (tương đương Quân đoàn) với khối lượng binh khí kỹ thuật rất lớn gồm: 516 khẩu pháo mặt đất, 550 tên lửa phòng không, phi đội máy bay Ả37, 320 xe tăng và xe thiết giáp, 1.600 xe công trình, hơn 10.000 xe vận tải, 60.000 tấn vật chất, cùng các đơn vị chủ lực và lực lượng vũ trang địa phương đã cơ động áp sát thành phố Sài Gòn-Gia Định. Cho đến ngày 30 tháng 4 năm 1975, chiến dịch Hồ Chí Minh giành thắng lợi, Tổng cục đã kịp thời chỉ đạo các chuyên ngành, cơ quan, đơn vị kỹ thuật khẩn trương tiếp quản cơ sở kỹ thuật, thu hồi vũ khí trang bị của địch.

### Những năm đầu thống nhất đất nước
Từ tháng 5 năm 1975, Tổng cục tổ chức, chỉ đạo và hướng dẫn các đơn vị tiếp quản cơ sở kỹ thuật, thu hồi vũ khí trang bị của ta và của địch ở chiến trường miền Nam. Tổng cục cử các Đoàn vào thu hồi. Sau ngày 1 tháng 5 năm 1975, Tổng cục tiếp nhận 2.600 người trở lại làm việc tại các cơ sở ở phía Nam, góp phần sửa chữa bảo dưỡng, đồng bộ vũ khí trang bị kỹ thuật hệ 2, cấp phát, bổ sung và đưa vào dự trữ tại các kho của Tổng cục. Đầu tháng 6 năm 1975, số lượng vũ khí, đạn dược tồn kho trên truyến chi viện chiến lược đường Trường Sơn vẫn còn nhiều, Tổng cục đã khảo sát và lập phương án xây dựng các kho dự trữ vũ khí, trang bị kỹ thuật ở Tây Nguyên, Quảng Trị, Huế để từng bước hình thành hệ thống kho vũ khí trang bị kỹ thuật theo khu vực.
Ngày 23 tháng 8 năm 1975, Tổng cục thành lập Cơ quan đại diện của Tổng cục ở phía Nam, do Đại tá Nguyễn Văn Tiên, Phó Chủ nhiệm Tổng cục phụ trách. Có nhiệm vụ tổ chức, chỉ đạo công tác quản lý vũ khí trang bị kỹ thuật của các quân khu, quân đoàn và cơ sở kỹ thuật trực thuộc Tổng cục ở phía Nam. Sau một năm, Tổng cục đã thu hồi đưa về kho chiến lược hơn 43.000 tấn vũ khí, khí tài, đạn dược, đưa đi sửa chữa hơn 3.000 xe ô tô, 5.000 cụm máy.... Trong thời gian ngắn, Tổng cục và các đơn vị phía Nam đã tiếp quản nhiều cơ sở kỹ thuật, thu hồi lượng lớn vũ khí trang bị của địch, để quản lý tốt đòi hỏi Tổng cục phải đẩy mạnh nghiên cứu khoa học. Cũng trong tháng 8 năm 1975, Tổng cục được Nhà nước giao sản xuất một số mặt hàng kinh tế như: đúc phôi bánh răng, bánh xe gòng, phụ tùng thiết bị mỏ, phụ tùng ô tô, máy nén khí,... đặc biệt là nghiên cứu, sản xuất tiền kim khí, phục vụ nhu cầu lưu hành tiền tệ của Ngân hàng Nhà nước.
Giữa tháng 1 năm 1976, Chủ nhiệm Tổng cục quyết định đổi tên các phân viện trực thuộc Tổng cục: Viện Thiết kế quân giới thành Phân viện Thiết kế vũ khí, khí tài; Viện Thiết kế và Công nghệ Xe-Máy thành Phân viện Thiết kế Cơ giới; Viện Công nghệ quân giới thành Phân viện Công nghệ. Tổng cục tổ chức thành 24 kho vũ khí, đạn; 9 kho xe-máy; 13 xí nghiệp sửa chữa; 07 Nhà máy. Tổng cục chỉ đạo các xí nghiệp chuyển hướng sang sản xuất phụ tùng, vật tư kỹ thuật, tạo điều kiện để chuyển mạnh sang tổ chức sửa chữa cụm, sửa chữa lớn, cung cấp các cụm máy và phụ tùng vật tư kỹ thuật cho các đơn vị.
Đầu tháng 7 năm 1976, Tổng cục xây dựng phương án tổ chức của Tổng cục trình Bộ Quốc phòng phê duyệt. Phương án chẩn chính gồm có các Cục (Quản lý Vú khí-Khí tài-Đạn dược, Xe-Máy, Tăng-Thiết giáp, Trang bị và Khí tài đặc chủng, Kế hoạch Cộng nghiệp, Kỹ thuật sản xuất, Kế hoạch Vật tư, Lao động tiền lương, Tài vụ, Đào tạo-huấn luyện, Kiến thiết cơ bản); ba vùng bảo đảm (Tây Nguyên, Nam Bộ và miền Bắc); các Viện (Thiết kế vũ khí, Thiết kế cơ giới, Thiết kế cộng nghệ, Thiết kế đo lường); các Trường (Trung học Kỹ thuật, Trung học Kinh tế, Công nhân Kỹ thuật, Bổ túc cán bộ). Ngày 17 tháng 7 năm 1976, Bộ Quốc phòng ra Quyết định số 255/QĐ-QP chuyển Viện Kỹ thuật quân sự và Phòng Quản lý nghiên cứu kỹ thuật thuộc Tổng cục Kỹ thuật về trực thuộc Bộ Quốc phòng. Kết hợp với việc chấn chỉnh tổ chức, Tổng cục ra Chỉ thị về công tác quản lý và bảo vệ kho. Sau chiến tranh, một khối lượng lớn trang bị, vũ khí mà ta thu được của địch đó là nguồn dự trữ rất quý để bảo vệ Tổ quốc trong thời bình. Vì vậy, Tổng cục chỉ đạo toàn quân thực hiện tổ chức kiểm tra, chấn chỉnh công tác nhà kho, giữ gìn bảo quản, rà soát số lượng, chất lượng việc coi giữ bảo quản.

### Chiến tranh biên giới Tây Nam
Từ đầu năm 1977, Lực lượng phản động Pôn-pốt, Iêng-xa-ri được các thế lực phản động nước ngoài hậu thuẫn đã tiến hành các hoạt động quân sự xâm lược lãnh thổ nước ta. Chúng huy động một sư đoàn chủ lực tiến công các đồn biên phòng và 13 xã biên giới thuộc tỉnh An Giang, mở đầu cuộc chiến tranh xâm lược nước ta. Để bảo vệ biên giới phía Tây Nam, Tổng cục Kỹ thuật xác định bảo đảm đầy đủ, kịp thời và đồng bộ vũ khí trang bị kỹ thuật cho lực lượng vũ trang các tỉnh biên giới Tây Nam sẵn sàng chiến đấu.
Đến hết tháng 7 năm 1977, Tổng cục giao cho Cục Quản lý Vũ khí-Khí tài-Đạn dược tổ chức xong 2 trạm sửa chữa của Quân đoàn 4, củng cố xây dựng các trạm xưởng của quân khu và bộ chỉ huy quân sự tỉnh. Nhanh chóng tạo nguồn dự trữ vũ khí, đạn tại các kho của Cục ở phía Nam, chuẩn bị đủ vật tư, phụ tùng và bộ phận thay thế vũ khí, khí tài. Do nhu cầu sử dụng vũ khí, khí tài ở biên giới Tây Nam đến hết năm 1977 đã hết 2.500 tấn, chiếm 73% khối lượng đạn của các đơn vị mang theo nên năm 1978, lượng cấp phát cho chiến đấu là rất lớn, đến hết tháng 9 năm 1978 là 10.000 tấn. Từ tháng 5 năm 1978, Tổng cục tiếp nhận khối lượng lớn vũ khí trang bị trong Kế hoạch viện trợ VT78 của Liên Xô và Tổng cục đã chi viện ngay cho chiến trường ở biên giới Tây Nam. (16.000 tấn vũ khí, đạn dược, 88 tấn phụ tùng, dự trữ ở phía bắc 7.600 tấn).
Từ tháng 12 năm 1977, Tổng cục thành lập Chỉ huy Tiền phương Tổng cục Kỹ thuật trong Bộ Tư lệnh Tiền phương Bộ Quốc phòng ở biên giới Tây Nam. Lúc đó, chỉ huy Tiền phương của Tổng cục là Đại tá Nguyễn Văn Tiên. Đến tháng 4 năm 1978, Chỉ huy Tiền phương Tổng cục được chuyển thành Sở chỉ huy Tiền phương Tổng cục Kỹ thuật ở phía Nam nhằm trực tiếp chỉ đạo bảo đảm trang bị, kỹ thuật cho các đơn vị chiến đấu bảo vệ Tổ quốc ở biên giới Tây Nam. Tiếp đó, Tổng cục thành lập Trung đoàn Vận tải 32 phục vụ thu hồi, vận chuyển vũ khí trang bị về kho, nhà máy, trạm, xưởng để bảo quản, sửa chữa và đồng bộ, vận chuyển vũ khí đạn dược đến các đơn vị tuyến trước. Ngoài ra, Tổng cục còn tổ chức 12 đội sửa chữa cơ động để sửa chữa vũ khí trang bị. Tháng 10 năm 1978, chiến dịch tổng phản công giải phóng Cam-pu-chia diễn ra. Theo đó, Tổng cục phải chuẩn bị 1.000 xe ô tô vận tải, 500 xe tăng và xe thiết giáp, bổ sung cơ số đạn, vũ khí cho các đơn vị tham gia phản công. Tính chung ra, Tổng cục đã cấp phát bổ sung gần 52.000 súng bộ binh, 160 khẩu pháo, cối, DKZ, hơn 19.000 tấn đạn, bom mìn các loại. Ngày 26 tháng 12 năm 1978, ta phối hợp với Mặt trận đoàn kết dân tộc cứu nước Cam-pu-chia tổng tấn công và nổi dậy trong cả nước. Cho đến ngày 7 tháng 1 năm 1979, đã giải phóng được thành phố Phnom Penh theo đúng kế hoạch.

### Kiện toàn tổ chức
Ngày 26 tháng 10 năm 1978, thành lập Trường Hạ sĩ quan Kỹ thuật trên cơ sở sáp nhập Trường Sĩ quan kỹ thuật với Trường Sơ cấp kỹ thuật và được đặt tên là Trường Kỹ thuật Vin-hem-Pích (nay là trường Đại học Trần Đại Nghĩa). Ngày 26 tháng 10 năm 1978, thành lập trường Trung cấp kỹ thuật, Trường Trung học Kinh tế, Trường Công nhân kỹ thuật và Trường Bổ túc Cán bộ thuộc Tổng cục. Ngày 16 tháng 12 năm 1978, Bộ Quốc phòng ra Quyết định số 900/QĐ-QP điều Viện Kỹ thuật quân sự trực thuộc Bộ Quốc phòng về trực thuộc Tổng cục Kỹ thuật.
Ngày 29 tháng 12 năm 1978, Bộ Quốc phòng ra Quyết định số 940/QP quy định tổ chức biên chế của Tổng cục Kỹ thuật gồm 13 Cục (Bộ Tham mưu, Chính trị, Hậu cần, Văn phòng, Quản lý Vũ khí-Khí tài-Đạn dược, Quản lý xe máy, Tăng Thiết giáp, Quản lý xí nghiệp, Quản lý kinh tế, Huấn luyện Đào tạo, Quản lý Khoa học kỹ thuật, Cung ứng Vật tư, Cơ quan đại diện ở phía Nam); 1 viện, 4 phân viện, 8 trường, 28 xí nghiệp, 2 trung đoàn vận tải, 5 phòng ban trực thuộc Tổng cục (Phòng Tài vụ Vật giá, Ban Thanh tra, Văn phòng Ủy ban Kiểm tra kỷ luật, Phòng Quân pháp, Viện kiểm sát quân sự). Quân số của Tổng cục lục này hơn 70.000 người.
Ngày 24 tháng 2 năm 1979, Bộ Quốc phòng thành lập Cục Kỹ thuật ở các quân khu, quân đoàn, binh chủng; thành lập Phòng Kỹ thuật ở Sư đoàn, Lữ đoàn và tương đương; Ban Kỹ thuật ở trung đoàn và tướng đương. Ngành Kỹ thuật quân đội kiện toàn hệ thống quản lý, chỉ huy, chỉ đạo bảo đảm kỹ thuật ở 3 cấp (chiến lược là Tổng cục Kỹ thuật, chiến thuật là Cục Kỹ thuật thuộc các quân khu, quân đoàn, binh chủng và chiến dịch là Ban kỹ thuật thuộc sư đoàn...). Sau khi kiện toàn, từ năm 1979, cơ quan Tổng cục gồm (Bộ Tham mưu, Cục Chính trị, Cục hậu cần, Văn phòng, Cục Quản lý Vũ khí-Khí tài-Đạn dược, Cục Trang bị kỹ thuật đặc chủng, Cục Đơn vị, Cục Kỹ thuật sản xuất, Cục Lao động tiền lương, Cục Kế hoạch Vật tư, Cục huấn luyện, Cục Kiến thiết cơ bản, Viện Kiểm sát, Ban Thanh tra, Ủy ban kiểm tra kỷ luật, Phòng Quân pháp); ở cơ sở gồm (18 xín ghiệp sản xuất, 11 xí nghiệp sửa chữa, đoàn, tổng đội, trung đoàn, kho, viện, phân viện, trường).
Ngày 14 tháng 11 năm 1979, Bộ Quốc phòng chuyển nhiệm vụ chỉ đạo, quản lý bảo đảm trang bị, kỹ thuật các loại xe tăng, thiết giáp từ Bộ Tư lệnh Tăng-Thiết giáp về Tổng cục và tiến hành đổi tên Cục Đơn vị thành Cục Tăng-Thiết giáp trực thuộc Tổng cục. Từ ngày 1 tháng 1 năm 1980, Trường Đại học Kỹ thuật quân sự là đầu mối trực thuộc Tổng cục, đến tháng 1 năm 1982, lại trở thành đầu mối trực thuộc Bộ Quốc phòng.
Ngày 28 tháng 2 năm 1981, Bộ Quốc phòng thành lập Trường Sĩ quan Chỉ huy kỹ thuật ô tô (trên cơ sở trường Trung cấp Kỹ thuật xe máy) và Trường Sĩ quan kỹ thuật Vũ khí Đạn (trên cơ sở Trường Trung cấp Kỹ thuật quân khí).
Ngày 29 tháng 4 năm 1981, Bộ Tổng Tham mưu ra Quyết định số 120/QĐ kiện toàn tổ chức biên chế theo đó, Tổng cục bao gồm: 13 Cục và tương đương, 5 Tổng kho, 18 Kho trực thuộc Cục chuyên ngành, 30 Nhà máy, 8 Viện và trung tâm, 13 Trường, Đoàn 387.
Tháng 3 năm 1984, sau khi kiện toàn tổ chức, Tổng cục có 9 cục và cơ quan tương đương, 11 phòng ban trực thuộc, 8 trường, 5 viện nghiên cứu, 2 trung tâm, 11 nhà máy sửa chữa, 18 nhà máy sản xuất, 6 đơn vị vận tải.
Từ ngày 31 tháng 10 đến 2 tháng 11 năm 1986, Đảng ủy Quân sự Trung ương và Bộ Quốc phòng triệu tập Thủ trưởng Bộ Tổng Tham mưu, Thủ trưởng các Tổng cục và cơ quan Bộ Quốc phòng họp bàn về việc kiện toàn tổ chức của Tổng cục; chuyển cơ chế quản lý chỉ đạo bảo đảm kỹ thuật theo cấp sang cơ chế quản lý chỉ đạo bảo đảm kỹ thuật theo chuyên ngành; thành lập Tổng cục Công nghiệp Quốc phòng để quản lý, chỉ đạo các Nhà máy sản xuất vũ khí trang bị kỹ thuật.

### Thời kỳ đổi mới đất nước (1987-1993)
Sau tháng 3 năm 1989, khi Tổng cục Công nghiệp Quốc phòng được thành lập và nhận chức năng quản lý các xí nghiệp quốc phòng từ Tổng cục Kỹ thuật, sau đó gọi là Tổng cục Công nghiệp Quốc phòng và Kinh tế.
Ngày 24 tháng 4 năm 1989, Đại tướng Lê Đức Anh, Bộ truởng Bộ Quốc phòng ký Quyết định số 130/QĐ-QP quy định chức năng, nhiệm vụ và cơ cấu tổ chức của Tổng cục Kỹ thuật từ đây Tổng cục thực hiện theo cơ chế mới là cơ quan quản lý, chỉ huy, chỉ đạo bảo đảm kỹ thuật trong toàn quân của Quân đội. Theo đó, tổ chức của Tổng cục gồm (Cục Kế hoạch bảo đảm kỹ thuật, Cục Quản lý Khoa học Kỹ thuật, Cục Tổ chức cán bộ huấn luyện, Văn phòng, Trung tâm thông tin khoa học kỹ thuật quân sự).
Ngày 8 tháng 11 năm 1989, thành lập Phòng Điều tra hình sự thuộc Tổng cục.

### Xây dựng chính quy hiện đại (1993-nay)
Ngày 15 tháng 5 năm 1993, Bộ Tổng Tham mưu ra Quyết định về tổ chức, biên chế cơ quan Tổng cục. Sau đó Chủ nhiệm Tổng cục quyết định thành lập các phòng trực thuộc Tổng cục (Phòng Quản lý khoa học và công nghệ, Phòng Hậu cần, Thanh tra) và các phòng ban trực thuộc các cơ quan của Tổng cục.
Ngày 20 tháng 8 năm 1994, Bộ Tổng Tham mưu quyết định thành lập Phòng Kinh tế, Cục Hậu cần trực thuộc Tổng cục và điều chuyển nguyên trạng các đơn vị về trực thuộc Tổng cục (Trường Sĩ quan kỹ thuật Vinhempich, Xí nghiệp Liên hợp Z75
Ngày 28 tháng 9 năm 1995, Bộ trưởng Bộ Quốc phòng quyết định hợp nhất Trường Đào tạo lái xe với Trường Trung cấp kỹ thuật ô tô thành Trường Trung học kỹ thuật xe máy trực thuộc Cục Quản lý Xe-Máy.
Ngày 30 tháng 5 năm 2003, Bộ Quốc phòng quyết định thành lập Phòng Quản lý xí nghiệp sửa chữa trực thuộc Tổng cục.
Ngày 8 tháng 6 năm 1993, Bộ Quốc phòng ban hành Điều lệ công tác kỹ thuật xe máy Quân đội nhân dân Việt Nam và Quy định về kho súng, pháo, khí tài lục quân của Quân đội nhân dân Việt Nam.
Ngày 22 tháng 6 năm 1994, Đảng ủy Tổng cục quyết định chọn tám chữ vàng truyền thống của Tổng cục là "Chủ động, sáng tạo, tự lực, tự cường".
Tháng 7 năm 1995, Tổng cục tổ chức Hội nghị chất lượng vũ khí trang bị kỹ thuật toàn quân lần thứ nhất. Tháng 10 năm 1995, lại tổ chức Hội nghị tổng kết hoạt động khoa học công nghệ trong 10 năm 1986-1995. Tháng 3 năm 1996, Tổng cục tổ chức Hội nghị bảo đảm vũ khí đạn dược cho quần đảo Trường Sa.
Ngày 1 tháng 3 năm 1996, Bộ Quốc phòng ban hành Điều lệ công tác kỹ thuật Quân đội nhân dân Việt Nam.
Tháng 3 năm 1996, Tổng cục tổ chức thành công Đại hội Đảng bộ Tổng cục nhiệm kỳ 1996-2000. Bầu ra Ban Chấp hành đảng bộ Tổng cục gồm 13 đồng chí.
Ngày 14 tháng 6 năm 1996, Chủ nhiệm Tổng cục quyết định điều nguyên trạng Viện kỹ thuật ô tô thuộc Cục Quản lý Xe máy về trực thuộc Tổng cục. Tháng 12 năm 1996, Tổng cục tổng kết công tác kỹ thuật quân sự 5 năm 1991-1996.
Tháng 8 năm 1998, Bộ Tổng Tham mưu quyết định đổi tên Trung tâm Thông tin khoa học kỹ thuật thành Phòng Thông tin khoa học công nghệ và môi trường trực thuộc Tổng cục. Tháng 5 năm 1999, Bộ Quốc phòng quyết định đổi tên Cục Kế hoạch thành Bộ Tham mưu trực thuộc Tổng cục.
Năm 1999, Bộ Quốc phòng thành lập Cục Kỹ thuật Binh chủng trực thuộc Tổng cục
Tháng 12 năm 2000, Đại hội Đảng bộ Tổng cục nhiệm kỳ 2001-2005 tổ chức thành công và bầu Ban chấp hành Đảng bộ Tổng cục gồm 13 đồng chí. Tháng 7 năm 2001, Chủ nhiệm Tổng cục quyết định điều nguyên trạng Trung tâm 334/Cục Quân khí về trực thuộc Bộ Tham mưu Tổng cục.
Ngày 29 tháng 10 năm 2003, Bộ Quốc phòng ban hành Tiêu chuẩn chức vụ cán bộ Tổng cục Kỹ thuật.
Tháng 10 năm 2005, Đại hội đại biểu Đảng bộ Tổng cục nhiệm kỳ 2005-2010 tổ chức thành công và bầu ra Ban chấp hành Đảng bộ Tổng cục gồm 15 đồng chí.
Tháng 12 năm 2005, Tổng cục tổ chức thành công Hội nghị kỹ thuật toàn quân năm 2005.
Tháng 8 năm 2010, Đại hội đại biểu Đảng bộ Tổng cục nhiệm kỳ 2010-2015 tổ chức thành công và bầu ra Ban chấp hành Đảng bộ Tổng cục gồm 17 đồng chí.
Ngày 10 tháng 9 năm 2014, Tổng cục tổ chức thành công lễ kỷ niệm 40 năm thành lập Tổng cục (1974-2014).
Ngày 5 tháng 2 năm 2025, Bộ Quốc phòng công bố Quyết định sáp nhập Tổng cục Hậu cần, Tổng cục Kỹ thuật và tổ chức lại thành Tổng cục Hậu cần - Kỹ thuật.

## Lãnh đạo hiện nay
1. Chủ nhiệmː Trung tướng Trần Minh Đức
2. Chính ủyː Trung tướng Trần Duy Hưng
3. Phó Chủ nhiệm kiêm Tham mưu trưởngː Thiếu tướng Phùng Ngọc Sơn
4. Phó Chủ nhiệmː Thiếu tướng Đoàn Minh Định
5. Phó Chủ nhiệm: Thiếu tướng Hà Tuấn Quân
6. Phó Chủ nhiệmː Thiếu tướng Đỗ Anh Tuấn
7. Phó Chính ủyː Thiếu tướng Vũ Văn Cường

## Tổ chức
| TT | Đơn vị                               | Ngày thành lập                | Tương đương | Địa chỉ                                           | Ghi chú |
| -- | ------------------------------------ | ----------------------------- | ----------- | ------------------------------------------------- | ------- |
| 1  | Bộ Tham mưu                          | 10.9.1974 (50 năm, 324 ngày)  | Quân đoàn   | Số 5, Nguyễn Tri Phương, Ba Đình, Hà Nội          |         |
| 2  | Cục Chính trị                        | 10.9.1974 (50 năm, 324 ngày)  | Quân đoàn   | Số 5, Nguyễn Tri Phương, Ba Đình, Hà Nội          |         |
| 3  | Cục Quân khí                         | 16.9.1951 (73 năm, 318 ngày)  | Quân đoàn   | Số 5, Nguyễn Tri Phương, Ba Đình, Hà Nội          |         |
| 4  | Cục Xe-Máy                           | 18.4.1955 (70 năm, 104 ngày)  | Quân đoàn   | Số 5, Nguyễn Tri Phương, Ba Đình, Hà Nội          |         |
| 5  | Cục Kỹ thuật Binh chủng              | 10.12.1999 (25 năm, 233 ngày) | Quân đoàn   | Số 5, Nguyễn Tri Phương, Ba Đình, Hà Nội          |         |
| 6  | Cục Hậu cần                          | 20.11.1994 (30 năm, 253 ngày) | Sư đoàn     | Số 5, Nguyễn Tri Phương, Ba Đình, Hà Nội          |         |
| 7  | Ủy ban Kiểm tra Đảng                 | 10.9.1974 (50 năm, 324 ngày)  | Sư đoàn     | Số 5, Nguyễn Tri Phương, Ba Đình, Hà Nội          |         |
| 8  | Thanh tra Tổng cục                   | 7.11.1976 (48 năm, 266 ngày)  | Sư đoàn     | Số 5, Nguyễn Tri Phương, Ba Đình, Hà Nội          |         |
| 9  | Phòng Tài chính                      | 10.9.1974 (50 năm, 324 ngày)  | Lữ đoàn     | Số 5, Nguyễn Tri Phương, Ba Đình, Hà Nội          |         |
| 10 | Phòng Điều tra Hình sự               | 8.11.1989 (35 năm, 265 ngày)  | Lữ đoàn     | Số 5, Nguyễn Tri Phương, Ba Đình, Hà Nội          |         |
| 11 | Phòng Khoa học Quân sự               | 8.6.1993 (32 năm, 53 ngày)    | Lữ đoàn     | Số 5, Nguyễn Tri Phương, Ba Đình, Hà Nội          |         |
| 12 | Tạp chí Kỹ thuật và Trang bị         | 5.6.2000 (25 năm, 56 ngày)    | Lữ đoàn     | Số 5, Nguyễn Tri Phương, Ba Đình, Hà Nội          |         |
| 13 | Viện Kỹ thuật Cơ giới Quân sự        | 14.4.1974 (51 năm, 108 ngày)  | Sư đoàn     | 42 Đông Quan, Cầu Giấy, Hà Nội                    |         |
| 14 | Trường Sĩ quan Kỹ thuật Quân sự      | 12.5.1975 (50 năm, 80 ngày)   | Sư đoàn     | 189 Nguyễn Oanh, Gò Vấp, Hồ Chí Minh              |         |
| 15 | Trường Cao đẳng Kỹ thuật Quân sự 1   | 25.11.1951 (73 năm, 248 ngày) | Lữ đoàn     | Xuân Khanh, Sơn Tây, Hà Nội                       |         |
| 16 | Trường Trung cấp Kỹ thuật miền Trung | 17.10.1979 (45 năm, 287 ngày) | Lữ đoàn     | Nguyễn Xiển, Vĩnh Phương, TP.Nha Trang, Khánh Hòa |         |
| 17 | Xí nghiệp Liên hợp Z751              | 15.5.1975 (50 năm, 77 ngày)   | Sư đoàn     | 18 Phan Văn Trị, Gò Vấp, Hồ Chí Minh              |         |
| 18 | Nhà máy Z133                         | 1.1.1969 (56 năm, 211 ngày)   | Lữ đoàn     | Ngọc Thụy, Long Biên, Hà Nội                      |         |
| 19 | Nhà máy Z151                         | 25.5.1950 (75 năm, 67 ngày)   | Lữ đoàn     | Xuân Khanh, Sơn Tây, Hà Nội                       |         |
| 20 | Nhà máy Z153                         | 20.4.1968 (57 năm, 102 ngày)  | Lữ đoàn     | 164 Ga Đông Anh, Uy Nỗ, Đông Anh, Hà Nội          |         |
| 21 | Công ty Phương Nam                   | 1.9.1991 (33 năm, 333 ngày)   | Lữ đoàn     | 157 Võ Thị Sáu, Quận 3, Hồ Chí Minh               |         |
| 22 | Công ty HITACO (Xí nghiệp Z45)       |                               | Lữ đoàn     |                                                   |         |

## Khen thưởng
- Huân chương Sao vàng (2004).
- Huân chương Hồ Chí Minh (1979 và 1985 và 2024[40])
- Huân chương Quân công hạng Nhất (1984)
- Huân chương Quân công hạng Nhì (2009)
- Huân chương Bảo vệ Tổ quốc hạng Nhất (2019)[41]

## Hệ thống cơ quan Kỹ thuật trong Quân đội
Bài chi tiết: Ngành Kỹ thuật Quân đội nhân dân Việt Nam
- Tổng cục Kỹ thuật thuộc Bộ Quốc phòng.
- Cục Kỹ thuật thuộc các Quân khu, Quân đoàn, Quân chủng, Binh chủng, Tổng cục và tương đương.
- Phòng Kỹ thuật thuộc các Sư đoàn, Lữ đoàn, Vùng Cảnh sát biển, Bộ CHQS tỉnh, thành phố trực thuộc TW, Bộ CHBP tỉnh, thành phố trực thuộc TW và tương đương.
- Ban Kỹ thuật thuộc các Trung đoàn, Ban chỉ huy quân sự quận, huyện, thị xã và tương đương.

## Chủ nhiệm Tổng cục qua các thời kỳ
| TT | Họ tên Năm sinh-năm mất       | Thời gian đảm nhiệm | Cấp bậc tại nhiệm                      | Chức vụ cuối cùng                                         | Ghi chú                                     |
| -- | ----------------------------- | ------------------- | -------------------------------------- | --------------------------------------------------------- | ------------------------------------------- |
| 1  | Đinh Đức Thiện (1914-1986)    | 1974-1976           | Thiếu tướng (1974)                     | Thượng tướng (1986), Thứ trưởng Bộ Quốc phòng (1982-1987) |                                             |
| 2  | Lê Văn Tri (1920-2006)        | 1977-1987           | Trung tướng (1982)                     | Nguyên Tư lệnh Quân chủng Phòng không-Không quân          |                                             |
| 3  | Hoàng Văn Thái (1920-2000)    | 1987-1988           | Trung tướng (1982)                     | Quyền Chủ nhiệm Tổng cục                                  |                                             |
| 4  | Phan Thu (1931-)              | 1988-1989           | Trung tướng (1990)                     | Thứ trưởng Bộ Quốc phòng (1992-1997)                      |                                             |
| 5  | Đào Đình Luyện (1929-1999)    | 1989-1991           | Trung tướng (1983) Thượng tướng (1988) | Tổng Tham mưu trưởng (1991-1999)                          |                                             |
| 6  | Trương Khánh Châu (1934-2019) | 1991-1996           | Thiếu tướng (1988) Trung tướng (1992)  | Thứ trưởng Bộ Quốc phòng (1996-2002)                      | Anh hùng Lực lượng Vũ trang Nhân dân (1973) |
| 7  | Nguyễn Hoa Thịnh (1940-2022)  | 1996-2001           | Thiếu tướng (1995) Trung tướng (2000)  | Chủ tịch Hội Cơ học Việt Nam (2007-2012)                  | Giáo sư (1991) Nhà giáo Nhân dân (1990)     |
| 8  | Đỗ Đức Pháp (1941-2019)       | 2001-2005           | Thiếu tướng (1999)                     | Chủ nhiệm Tổng cục Kỹ thuật                               |                                             |
| 9  | Trương Quang Khánh (1953-)    | 2005-2007           | Trung tướng (2007) Thượng tướng (2011) | Thứ trưởng Bộ Quốc phòng (2009-2016)                      |                                             |
| 10 | Nguyễn Châu Thanh (1954-)     | 2008-2015           | Thiếu tướng (2006) Trung tướng (2010)  | Chủ nhiệm Tổng cục Kỹ thuật                               |                                             |
| 11 | Lê Quý Đạm (1960-)            | 2015-2020           | Thiếu tướng (2010) Trung tướng (2015)  | Chủ nhiệm Tổng cục Kỹ thuật                               |                                             |
| 12 | Trần Minh Đức (1966-)         | 2020-nay            | Thiếu tướng (2017) Trung tướng (2021)  |                                                           |                                             |

## Chính ủy, Phó Chủ nhiệm Tổng cục về Chính trị qua các thời kỳ
| TT | Họ tên Năm sinh-năm mất    | Thời gian đảm nhiệm | Cấp bậc tại nhiệm                     | Chức vụ cuối cùng                                                            | Ghi chú                                           |
| -- | -------------------------- | ------------------- | ------------------------------------- | ---------------------------------------------------------------------------- | ------------------------------------------------- |
| 1  | Đinh Đức Thiện (1914-1986) | 1974-1975           | Thiếu tướng (1974)                    | Trung tướng (1984), Thượng tướng (1986) Thứ trưởng Bộ Quốc phòng (1982-1986) | Bí thư Đảng ủy, Chủ nhiệm Tổng cục                |
| 2  | Lê Văn Tri (1920-2006)     | 1977-1985           | Thiếu tướng (1974) Trung tướng (1982) | Phó Chủ nhiệm Tổng cục Kỹ thuật                                              | Bí thư Đảng ủy Tổng cục                           |
| 3  | Hoàng Văn Thái (1920-2000) | 1985-1989           | Trung tướng (1980)                    | Chủ nhiệm Tổng cục Kỹ thuật (1987-1989)                                      | Bí thư Đảng ủy Tổng cục                           |
| 4  | Lương Hữu Sắt (1927-2018)  | 1989-1995           | Trung tướng                           | Phó Chủ nhiệm Tổng cục Kỹ thuật                                              | Bí thư Đảng ủy Tổng cục                           |
| 5  | Hoàng Anh Tuấn (1944-)     | 1995-2005           | Thiếu tướng (1998)                    | Phó Chủ nhiệm Tổng cục về Chính trị                                          | Bí thư Đảng ủy Tổng cục (1994-2005)               |
| 6  | Nguyễn Mạnh Đẩu (1948-)    | 2005-2007           | Trung tướng (2005)                    | Chính ủy Tổng cục Kỹ thuật                                                   |                                                   |
| 7  | Nguyễn Hữu Thìn (1951-)    | 2007-2011           | Thiếu tướng (2004) Trung tướng (2008) | Chính ủy Tổng cục Kỹ thuật                                                   | Nguyên Phó Chính ủy Tổng cục Kỹ thuật (2006-2007) |
| 8  | Hà Minh Thám (1955-)       | 2011-6.2015         | Trung tướng (2011)                    | Chính ủy Tổng cục Kỹ thuật                                                   | Anh hùng Lực lượng Vũ trang Nhân dân (1989)       |
| 9  | Nguyễn Hữu Chính (1959-)   | 6.2015-3.2019       | Trung tướng (2017)                    | Chính ủy Tổng cục Kỹ thuật                                                   |                                                   |
| 10 | Trần Duy Hưng (1964-)      | 3.2019-nay          | Thiếu tướng (2016) Trung tướng (2020) | Chính ủy Tổng cục Kỹ thuật                                                   |                                                   |

## Phó Chủ nhiệm kiêm Tham mưu trưởng qua các thời kỳ
| TT | Họ tên Năm sinh-năm mất     | Thời gian đảm nhiệm | Cấp bậc tại nhiệm  | Chức vụ cuối cùng                                    | Ghi chú                                                         |
| -- | --------------------------- | ------------------- | ------------------ | ---------------------------------------------------- | --------------------------------------------------------------- |
| 1  | Trần Sâm (1918-2009)        | 1974-1975           | Trung tướng (1974) | Thượng tướng (1986) Thứ trưởng Bộ Quốc phòng         | Phó Bí thư Đảng ủy Tổng cục (1974-1975)                         |
| 2  | Phạm Như Vưu (1920-)        | 1978-1985           | Đại tá Thiếu tướng |                                                      |                                                                 |
| 3  | Phan Thái (1928-)           | 1985-1987           | Thiếu tướng (1984) |                                                      |                                                                 |
| 4  | Phạm Thanh Liêu             | 1987-1994           | Đại tá             | Cục trưởng Cục Kế hoạch                              |                                                                 |
| 5  | Trần Ngọc Anh               | 1994-2000           | Thiếu tướng        | Phó Chánh Thanh tra Bộ Quốc phòng (2001-2005)        | Nguyên Chủ nhiệm Kỹ thuật Quân đoàn 3                           |
| 6  | Nghiêm Sỹ Chúng (1945-2017) | 2000-2005           | Thiếu tướng (2001) |                                                      | Nguyên Chủ nhiệm Kỹ thuật Quân khu 1                            |
| 7  | Nguyễn Châu Thanh (1954-)   | 2005-2007           | Thiếu tướng        | Trung tướng, Chủ nhiệm Tổng cục Kỹ thuật             | Nguyên Cục trưởng Cục Kỹ thuật, Quân khu 7                      |
| 8  | Phạm Dũng Tiến (1956-)      | 2007-2016           | Thiếu tướng (2009) | Phó Chủ nhiệm kiêm Tham mưu trưởng Tổng cục Kỹ thuật | Phó Giáo sư, Tiến sĩ, Nguyên Cục trưởng Cục Kỹ thuật Binh chủng |
| 9  | Nguyễn Văn Ninh (1959-)     | 2016-2019           | Thiếu tướng (2009) | Phó Chủ nhiệm kiêm Tham mưu trưởng Tổng cục Kỹ thuật | Nguyên Phó Tư lệnh Quân chủng Hải quân                          |
| 10 | Trần Minh Đức (1966-)       | 2019-2020           | Thiếu tướng (2018) | Chủ nhiệm Tổng cục Kỹ thuật                          |                                                                 |
| 11 | Phùng Ngọc Sơn (1968-)      | 2020-nay            | Thiếu tướng (2016) |                                                      | Nguyên Tư lệnh Binh chủng Công binh                             |

## Phó Chủ nhiệm Tổng cục qua các thời kỳ
| TT | Họ tên Năm sinh-năm mất     | Thời gian đảm nhiệm | Cấp bậc tại nhiệm   | Chức vụ cuối cùng                                                           | Ghi chú                                                |
| -- | --------------------------- | ------------------- | ------------------- | --------------------------------------------------------------------------- | ------------------------------------------------------ |
| 1  | Trần Đại Nghĩa (1913-1997)  | 1974-1987           | Thiếu tướng (1948)  | Viện trưởng Viện Khoa học Việt Nam                                          |                                                        |
| 2  | Nguyễn Văn Tiên (1924-2003) | 1974-1987           | Trung tướng         | Tư lệnh Quân chủng PKKQ                                                     |                                                        |
| 3  | Vũ Văn Đôn                  | 1974-1987           | Thiếu tướng         |                                                                             |                                                        |
| 4  | Hoàng Văn Thái (1915-1986)  | 1975-1987           | Trung tướng         |                                                                             | Bí thư Đảng ủy Tổng cục (1985-1987)                    |
| 5  | Bùi Đức Tạm (1923-)         | 1976-1987           | Thiếu tướng         |                                                                             |                                                        |
| 6  | Nguyễn Duy Thái (1914-1995) | 1978-1987           | Thiếu tướng (1985)  | Thứ trưởng Bộ Cơ khí luyện kim Thứ trưởng Bộ Lao động                       | Phó Chủ nhiệm Tổng cục Hậu cần                         |
| 7  | Trần Thanh Từ (1922-2005)   | 1981-1989           | Trung tướng (1986)  |                                                                             |                                                        |
| 8  | Lê Văn Chiểu (1926-)        | 1981-1987           | Thiếu tướng (1984)  | Phó Chủ nhiệm Tổng cục CNQP                                                 |                                                        |
| 9  | Lương Hữu Sắt (1927-2018)   | 1981-1987 1989-1994 | Trung tướng         |                                                                             | Bí thư Đảng ủy Tổng cục (1989-1993)                    |
| 10 | Nguyễn Quỳ (1930-2020)      | 1989-1994           | Thiếu tướng         |                                                                             |                                                        |
| 11 | Lê Mỹ Huyên (1939-2018)     | 1993-2002           | Thiếu tướng (1994)  |                                                                             | Quyền chủ nhiệm Tổng cục (12/1996-1/1998)              |
| 12 | Đỗ Đức Pháp (1941-2019)     | 1994-2001           | Thiếu tướng (1999)  |                                                                             | Nguyên Cục trưởng Cục Quân khí                         |
| 13 | Võ Minh Cẩm (1948-)         | 2000-2008           | Thiếu tướng (2003)  |                                                                             | Nguyên Phó Chủ nhiệm Kỹ thuật Quân chủng PKKQ          |
| 14 | Đinh Danh Nghiêm (1947-)    | 2000-2008           | Thiếu tướng (2003)  |                                                                             | Nguyên Cục trưởng Cục Quân khí (1994-2000)             |
| 15 | Bế Quốc Hùng (1949-)        | 2004-2010           | Chuẩn Đô đốc (2003) |                                                                             | Nguyên Phó Tư lệnh Quân chủng Hải quân                 |
| 16 | Nguyễn Minh Đức (1951-)     | 2007-2011           | Thiếu tướng (2006)  |                                                                             | Nguyên Cục trưởng Cục Quân khí (2000-2007)             |
| 17 | Vũ Xuân Bình (1956-)        | 2008-2016           | Thiếu tướng (2009)  |                                                                             | Nguyên Cục trưởng Cục Kỹ thuật, Quân chủng PKKQ        |
| 18 | Đoàn Nhật Tiến (1955-)      | 2009-2010           | Thiếu tướng (2010)  | Trung tướng (2014), Giám đốc Viện Khoa học và Công nghệ Quân sự (2010-2015) | Nguyên Phó Tham mưu trưởng TCKT (2007-2009)            |
| 19 | Nguyễn Quang Bắc (1952-)    | 2010-2013           | Thiếu tướng (2007)  |                                                                             | Nguyên Giám đốc Viện Khoa học và Công nghệ Quân sự     |
| 20 | Nguyễn Công Thành (1956-)   | 2010-2016           | Thiếu tướng (2010)  | Phó Chủ nhiệm Tổng cục Kỹ thuật                                             | Nguyên Cục trưởng Cục Kỹ thuật QCHQ                    |
| 21 | Hồ Công Tráng (1958-)       | 2013-2018           | Thiếu tướng (2013)  | Phó Chủ nhiệm Tổng cục Kỹ thuật                                             | Nguyên Cục trưởng Cục Kỹ thuật, Quân khu 7 (2005-2013) |
| 22 | Trịnh Đình Tư (1957-)       | 2013-2017           | Thiếu tướng (2013)  | Phó Chủ nhiệm Tổng cục Kỹ thuật                                             | Nguyên Phó Tham mưu trưởng TCKT(2010-2013)             |
| 23 | Võ Tá Quế (1960-)           | 2016-2020           | Thiếu tướng (2016)  | Phó Chủ nhiệm Tổng cục Kỹ thuật                                             | Nguyên Cục trưởng Cục Kỹ thuật, Quân chủng PKKQ        |
| 24 | Phạm Văn Khánh (1961-)      | 2017-2021           | Thiếu tướng (2014)  | Phó Chủ nhiệm Tổng cục Kỹ thuật                                             | Nguyên Cục trưởng Cục Xe-Máy (2014-2017)               |
| 25 | Hoàng Tiến Tùng (1962-)     | 2018-2022           | Thiếu tướng (2019)  | Phó Chủ nhiệm Tổng cục Kỹ thuật                                             | Nguyên Phó Tham mưu trưởng TCKT (2015-2018)            |
| 26 | Đoàn Minh Định (1966-)      | 2020-nay            | Thiếu tướng (2020)  | Phó Chủ nhiệm Tổng cục Kỹ thuật                                             | Nguyên Phó Tham mưu trưởng TCKT                        |
| 27 | Hà Tuấn Quân (1968-)        | 2020-nay            | Thiếu tướng (2020)  |                                                                             | Nguyên Cục trưởng Cục Kỹ thuật, Quân khu 9             |

## Phó Chính ủy qua các thời kỳ
| TT | Họ tên Năm sinh-năm mất  | Thời gian đảm nhiệm | Cấp bậc tại nhiệm                     | Chức vụ cuối cùng                                                          | Ghi chú                                                        |
| -- | ------------------------ | ------------------- | ------------------------------------- | -------------------------------------------------------------------------- | -------------------------------------------------------------- |
| 1  | Nguyễn Hữu Thìn (1951-)  | 2006-2007           | Thiếu tướng (2004) Trung tướng (2008) | Chính ủy Tổng cục Kỹ thuật (2007-2011)                                     | Nguyên Phó Tư lệnh về chính trị Quân khu 2(2004-2006)          |
| 2  | Hoàng Bằng (1956-)       | 2007-2010           | Thiếu tướng (2009) Trung tướng (2014) | Chính ủy Viện Khoa học và Công nghệ Quân sự (2010-2016)                    | Nguyên Chủ nhiệm Chính trị Tổng cục CNQP                       |
| 3  | Hà Minh Thám (1955-)     | 2010-2011           | Thiếu tướng (2007) Trung tướng (2011) | Chính ủy Tổng cục Kỹ thuật (2011-2015)                                     | Nguyên Chính ủy Quân đoàn 3(2007-2011)                         |
| 4  | Thái Xuân Dương (1953-)  | 2011-2013           | Thiếu tướng (2009)                    |                                                                            | Nguyên Cục trưởng Cục Chính trị, TCKT (2004-2011)              |
| 5  | Nguyễn Hữu Chính (1959-) | 2013-2015           | Thiếu tướng (2013) Trung tướng (2017) | Chính ủy Tổng cục Kỹ thuật (2015-2019) Bí thư Đảng ủy Tổng cục (2015-2019) |                                                                |
| 6  | Phạm Văn Lập (1959-)     | 2015-2019           | Thiếu tướng (2014)                    | Phó Chính ủy Tổng cục Kỹ thuật                                             | Nguyên Cục trưởng Cục Chính trị, TCKT (2013-2015)              |
| 7  | Hồ Trọng Đào (1959-)     | 2017-2019           | Thiếu tướng (2013)                    | Phó Chính ủy Tổng cục Kỹ thuật                                             | Nguyên Cục trưởng Cục Chính trị Tổng cục chính trị (2010-2017) |
| 8  | Lê Thanh Hà (1962-)      | 2019-2022           | Thiếu tướng (2015)                    | Phó Chính ủy Tổng cục Kỹ thuật                                             | Nguyên Chính ủy Binh chủng Đặc công (2015-2019)                |
| 9  |                          |                     |                                       |                                                                            |                                                                |

## Cục trưởng Cục Chính trị qua các thời kỳ
| TT | Họ tên Năm sinh-năm mất  | Thời gian đảm nhiệm | Cấp bậc tại nhiệm                     | Chức vụ cuối cùng                          | Ghi chú                                    |
| -- | ------------------------ | ------------------- | ------------------------------------- | ------------------------------------------ | ------------------------------------------ |
| 1  | Trần Đăng Thạch          | 1974-1978           | Đại tá                                |                                            |                                            |
| 2  | Nguyễn Ly Sơn            | 1978-1985           | Đại tá                                |                                            | Nguyên Chính ủy Trường Sĩ quan Phòng không |
| 3  | Nguyễn Ích               | 1985-1990           | Thiếu tướng                           |                                            |                                            |
| 4  | Đoàn Văn Đắc             | 1990-1993           | Đại tá                                |                                            |                                            |
| 5  | Hoàng Anh Tuấn (1944-)   | 1993-1996           | Thiếu tướng (1998)                    | Phó Chủ nhiệm về Chính trị TCKT(1996-2004) |                                            |
| 6  | Lê Quang Mưu             | 1996-2001           | Đại tá                                |                                            |                                            |
| 7  | Lê Văn Lai (1947-)       | 2001-2004           | Đại tá                                |                                            |                                            |
| 8  | Thái Xuân Dương (1953-)  | 2004-2011           | Thiếu tướng (2009)                    | Phó Chính ủy Tổng cục Kỹ thuật (2011-2013) |                                            |
| 9  | Nguyễn Hữu Chính (1959-) | 2011-2013           | Thiếu tướng (2013) Trung tướng (2017) | Chính ủy Tổng cục Kỹ thuật (2015-2019)     | Phó Chính ủy Tổng cục Kỹ thuật (2013-2015) |
| 10 | Phạm Văn Lập (1959-)     | 2013-2015           | Thiếu tướng (2014)                    | Phó Chính ủy Tổng cục Kỹ thuật (2015-2019) |                                            |
| 11 | Trần Duy Hưng (1964-)    | 2015-2017           | Thiếu tướng (2016)                    | Chính ủy Tổng cục Kỹ thuật (2019-nay)      |                                            |
| 12 | Nguyễn Văn Bình (1963-)  | 2017-2019           | Thiếu tướng (2019)                    | Phó Chính ủy Tổng cục Kỹ thuật (2019-nay)  |                                            |
| 13 | Nguyễn Văn Mỹ (1965-)    | 2019-nay            | Thiếu tướng (2019)                    |                                            | Nguyên Chính uỷ Cục Quân khí               |

## Các tướng lĩnh khác
| TT | Họ tên Năm sinh-năm mất    | Cấp bậc            | Chức vụ cuối cùng                                       | Ghi chú                                      |
| -- | -------------------------- | ------------------ | ------------------------------------------------------- | -------------------------------------------- |
| 1  | Trần Đình Nghĩa            | Thiếu tướng        | Cục trưởng Cục Xe-Máy (1990-1996)                       |                                              |
| 2  | Trần Hùng Nam (1954-)      | Thiếu tướng (2011) | Cục trưởng Cục Xe-Máy (2008-2014)                       |                                              |
| 3  | Lê Xuân Phương (1959-)     | Thiếu tướng (2012) | Cục trưởng Cục Kỹ thuật Binh chủng (2009-2019)          |                                              |
| 4  | Trần Trọng Tuấn (1959-)    | Thiếu tướng (2013) | Cục trưởng Cục Quân khí (2012-2019)                     |                                              |
| 5  | Nguyễn Văn Hưng (1960-)    | Thiếu tướng (2014) | Hiệu trưởng Trường Sĩ quan Kỹ thuật Quân sự (2009-2020) | [ 54 ]                                       |
| 6  | Dương Xuân Nam (1964-)     | Thiếu tướng (2019) | Cục trưởng Cục Xe-Máy (2019-2024)                       | [ 55 ]                                       |
| 7  | Đỗ Đình Phong (1964-)      | Thiếu tướng (2019) | Cục trưởng Cục Kỹ thuật Binh chủng (2019-2024)          | Nguyên Phó Tham mưu trưởng Tổng cục Kỹ thuật |
| 8  | Hoàng Đạo Nhật Yên (1967-) | Thiếu tướng (2019) | Cục trưởng Cục Quân khí (2019-nay)                      |                                              |